# Arosa
Pour les articles homonymes, voir Arosa (homonymie).
Arosa est une commune suisse du canton des Grisons, située dans la région de Plessur. C'est également un lieu de vacances et de loisirs, avec un domaine skiable relié à la station voisine de Lenzerheide.

## Géographie

### Situation

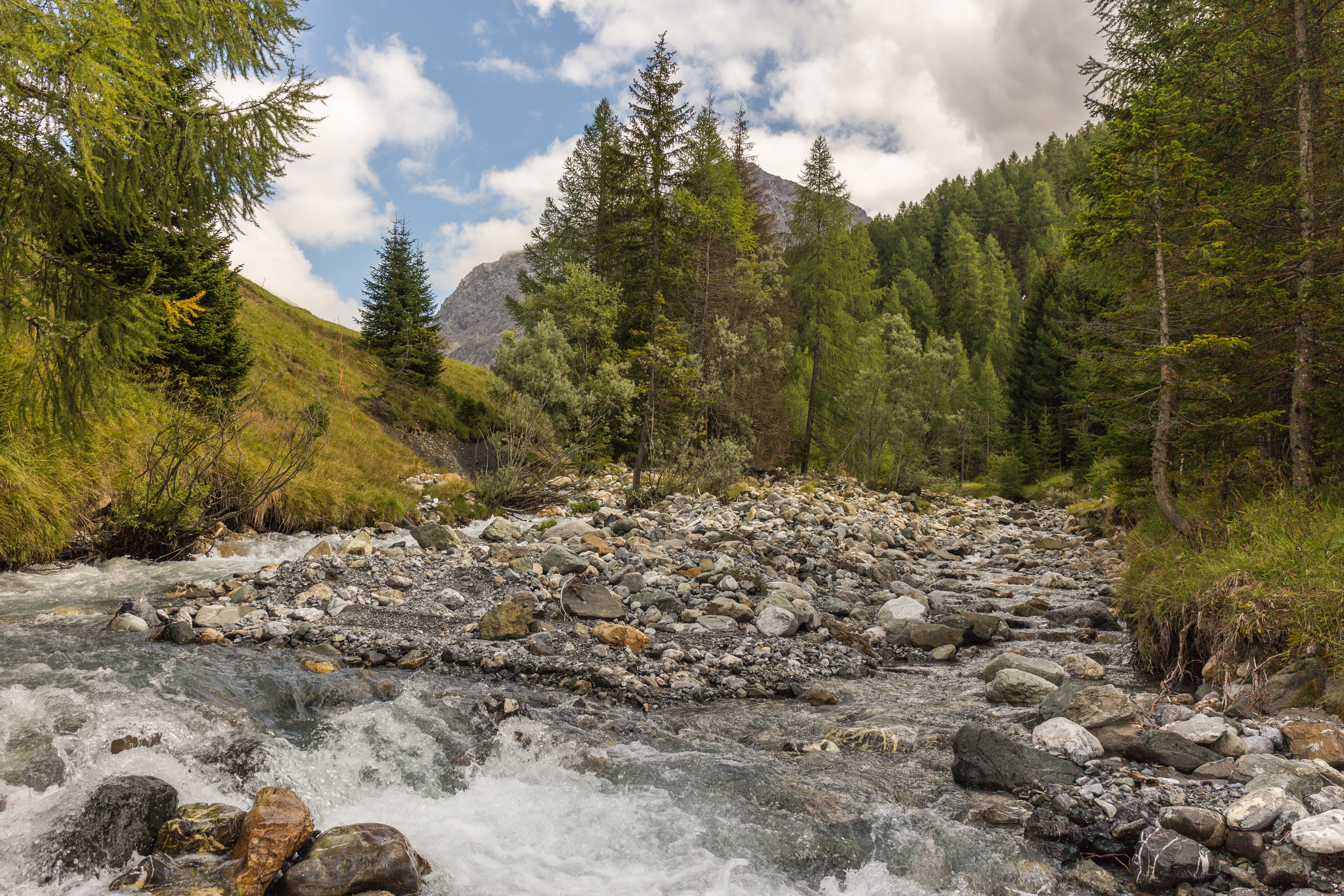
Paysage en allant de Sapün (1600 m) à Medergen (2000 m). Septembre 2017.

La station d'Arosa est située à 15 kilomètres à vol d'oiseau au sud-est de Coire, au fond de la vallée du Schanfigg, sur le cours supérieur de la rivière Plessur. Le village lui-même s'étend sur une longueur de 2 kilomètres.
Le territoire d'Arosa s'étend sur 154,78 km2. Lors du relevé de 2013-2018, les surfaces d'habitations et d'infrastructures représentaient 2,3 % de sa superficie, les surfaces agricoles 45,3 %, les surfaces boisées 29,2 % et les surfaces improductives 23,2 %.
| Trimmis                    | Furna00Jenaz00Fideris   | Conters im Prättigau |
| Coire Tschiertschen-Praden | Arosa                   | Klosters             |
| Vaz/Obervaz Lantsch/Lenz   | Albula/Alvra00Schmitten | Davos                |

### Transports
La gare d'Arosa est le terminus de la ligne de Coire à Arosa des Chemins de fer rhétiques (RhB).

## Histoire

Photo aérienne prise à 1900 m par Walter Mittelholzer (1927).

La région est peuplée depuis le XIIIe siècle. Le toponyme Araus apparaît en 1330. En 1222, une population romane habitait à Mérans (Maran). Des Walser rattachés à une communauté agricole de Davos s’y installent au début du XIVe siècle et, l'agriculture d'alpage se développant, finissent par remplacer la population romanche. Jusqu'au XIXe siècle, Arosa demeure un village agricole isolé, aucune route n'empruntant la vallée de la Plessur. Un sanatorium s'ouvre en 1888 et le village s'ouvre au tourisme à la fin du XIXe siècle.

Le 1er janvier 2013, les communes de Calfreisen, Castiel, Langwies, Lüen, Molinis, Peist et Sankt Peter-Pagig ont été intégrées à celle d'Arosa.

## Population et société

### Démographie

#### Évolution de la population
Arosa compte 3 061 habitants au 31 décembre 2022 pour une densité de population de 20 hab/km2. Sur la période 2010-2019, sa population a diminué de −6,5 % (canton : 3,3 % ; Suisse : 9,4 %).  

#### Pyramide des âges
En 2020, le taux de personnes de moins de 30 ans s'élève à 25 %, au-dessous de la valeur cantonale (29 %). Le taux de personnes de plus de 60 ans est quant à lui de 32 %, alors qu'il est de 29,1 % au niveau cantonal.
La même année, la commune compte 1 679 hommes pour 1 483 femmes, soit un taux de 53,1 % d'hommes, supérieur à celui du canton (50,1 %).
| Hommes | Classe d’âge | Femmes |
| ------ | ------------ | ------ |
| 0,6    | 90 ans ou +  | 1,3    |
| 8,7    | 75 à 89 ans  | 11,3   |
| 21,8   | 60 à 74 ans  | 20,2   |
| 23,3   | 45 à 59 ans  | 22,2   |
| 21,0   | 30 à 44 ans  | 19,7   |
| 15,4   | 15 à 29 ans  | 16,9   |
| 9,2    | - de 14 ans  | 8,5    |

| Hommes | Classe d’âge | Femmes |
| ------ | ------------ | ------ |
| 0,6    | 90 ans ou +  | 1,4    |
| 8,3    | 75 à 89 ans  | 10,4   |
| 18,5   | 60 à 74 ans  | 19,0   |
| 22,9   | 45 à 59 ans  | 22,4   |
| 19,7   | 30 à 44 ans  | 18,8   |
| 16,5   | 15 à 29 ans  | 15,3   |
| 13,4   | - de 14 ans  | 12,7   |

### Sports
Le HC Arosa a été champion suisse de hockey sur glace à neuf reprises. Par ailleurs, la station organise les championnats du monde de snowboard en 2007.
En cyclisme, Arosa a servi d'arrivée à la septième étape du Tour de Suisse 2018 avec une ascension finale classée hors catégorie. L'étape fut remportée par Nairo Quintana, ayant attaqué à 27 km de l'arrivée, tandis que Richie Porte, arrivé vingt-deux secondes après, conservait son maillot jaune.

## Économie

Le spa de l'hôtel Tschuggen à Arosa. Février 2022.

L'économie de la commune repose principalement sur le tourisme, avec 41 hôtels et un domaine de ski de 70 km. Depuis l'hiver 2013-2014, la liaison des domaines skiables d'Arosa avec Lenzerheide propose 225 km de pistes de ski et snowboard, avec 48 remontées mécaniques.

## Culture et patrimoine

### Sciences
Fondé en 1921, le laboratoire « Lichtklimatisches Observatorium » est le premier du monde à mesurer la quantité d’ozone dans l’atmosphère. Au début, sur mandat de l’office du tourisme, il s’agit d’étayer la réputation d’Arosa avec ses bains thermaux et son sanatorium. Dès 1926, le professeur Götz commence des mesures régulières de la colonne d’ozone. Elles continuent sous la responsabilité de l’ETH Zürich, puis sont prises en charge par MétéoSuisse dès 1988. La perturbation de la couche d’ozone ou « trou d'ozone » est visible dans la série de mesure et mondialement connue.

### Manifestations
La station est le théâtre d'un festival d'opéra en plein air l'été, ainsi que d'un festival d'humour annuel au mois de décembre.
Chaque année, à la mi-janvier, une semaine de ski et détente destinée à la communauté homosexuelle est organisée dans la station (Arosa Gay Ski Week),.

### Personnalités
Thomas Mann a vécu brièvement à Arosa au début de son exil en Suisse en 1933. Il écrit en 1924 La montagne magique, à la suite du séjour de sa femme dans un sanatorium de Davos.

### Héraldique
| Blason | Blasonnement : D'azur au soleil d'or sur deux pointes d'argent. |